# بری هیل (تنسی)
بری هیل(به انگلیسی: Berry Hill) شهری در ایالت تنسی کشور ایالات متحده آمریکا است که جمعیت آن در سرشماری سال ۲۰۱۰ میلادی، ۵۳۷ نفر بوده‌است.